# Новобрыкино
Новобры́кино   — деревня  в  Смоленской области России,  в Глинковском районе. Население – 99 жителей (2007 год)  .  Расположена в центральной части области  в 9 км к северо-востоку от села Глинка,  в 12,5 км западнее  автодороги Р137 Сафоново — Рославль.  В 6 км южнее деревни железнодорожная станция 524-й км на линии Смоленск  - Сухиничи. Входит в состав Глинковского сельского поселения.  

## История
В годы Великой Отечественной войны деревня была впервые была оккупирована гитлеровскими войсками в июле 1941 года, но через несколько дней была ими оставлена. До октября 41-го года позиции советских войск располагались на её западной околице. На деревенском кладбище есть захоронение погибших красноармейцев. Повторно захвачена гитлеровскими войсками в ходе операции "Тайфун". Зимой 41-42 года в деревне был организован партизанский отряд , просуществовавший до мая 42 года. Весной 42 года через деревню проходили конные подразделения группы генерала Белова.  Освобождена в ходе Ельнинско-Дорогобужской операции в августе 1943 года. 

## Экономика
Сельхозпредприятия, лесопилка, библиотека, дом культуры .